# Svetozar Boroević von Bojna
Svetozar Boroević von Bojna (Umetic, 13 december 1856 - Klagenfurt, 23 mei 1920) was een Oostenrijk-Hongaars militair. Boroević was de zoon van een Kroatisch officier. Hij volgde een militaire opleiding aan diverse militaire academies en opleidingscentra. In 1891 werd hij majoor, in 1897 kolonel. In 1905 werd hij in de adel verheven met het predicaat 'von Bojna'. Van 1907 tot 1912 was hij commandant van de Kroatisch-Sloveense VII Landwehr. In 1908 werd hij bevorderd tot generaal-majoor. In 1912 ontving hij de Leopold Orde.

## Eerste Wereldoorlog
Na het uitbreken van de Eerste Wereldoorlog werd Svetozar Boroević spoedig bevelhebber van een legergroep die in Galicië tegen de Russen streed. Na de Italiaanse deelname aan de oorlog aan de zijde der Entente, werd Boroević bevorderd tot luitenant-generaal en bevelhebber van het 1ste Leger dat aan het Oostenrijks-Italiaanse front vocht. In 1917 werd dit leger omgevormd in het Isonzo Leger (zogenoemd naar het gebied waar het front lag). In 1917 werd hij commandant van de Militaire Keizerin Maria Theresia-orde, hetgeen betekende dat hij recht had op de titel 'Freiherr' (baron). Dit weigerde omdat hij een hoger titel wilde (graaf). Hij ontving in het najaar van 1917 de maarschalksstaf.

## Na de oorlog
Na het ineenstorten van het front bij de Italiaanse grens, en de Italiaanse opmars, sloot Oostenrijk-Hongarije een wapenstilstand. Kort daarna stortte de monarchie en het rijk ineen. Kroatië werd onderdeel van de nieuwe staat Joegoslavië. Als etnische Kroaat wilde Boroević zich vestigen in Kroatië, maar de Joegoslavische autoriteiten verhinderden dat. Boroević werd in 1918 min of meer gedwongen om in Oostenrijk te gaan wonen. Hij vestigde zich in een eenvoudige blokhut in Karinthië. De Duits-Oostenrijkse republiek beschouwde hem als een 'Zuid-Slaaf'; de Joegoslaven maakten hem uit voor 'verkapte Duitser'. Boroević had geen bezittingen en geen pensioen. Hij werd onderhouden door oorlogsveteranen uit alle delen van het voormalige keizerrijk. "Ik leef nog steeds uit mijn legerkist na de oorlog", was zijn commentaar. Na een hersenbloeding werd hij uiteindelijk opgenomen in een militair ziekenhuis in Klagenfurt. Daar overleed hij op 23 mei 1920.
Toen zijn dood bekend werd gemaakt, zorgden oorlogsveteranen ervoor dat Boroević een plechtige uitvaart in de Weense Stefansfom kreeg. Zijn stoffelijke resten werden ceremonieel bijgezet op de militaire sectie van het Zentralfriedhof.